# Parlamentswahl in Portugal 2022
- CDU: 6
- BE: 5
- L: 1
- PS: 120
- PAN: 1
- IL: 8
- PSD: 77
- CH: 12

Die Parlamentswahl in Portugal 2022 fand am 30. Januar 2022 statt, als vorzeitige Wahl nach einer Parlamentsauflösung. Gewählt wurden die 230 Mitglieder des Einkammerparlaments Assembleia da República.
Die bisher regierenden Sozialisten konnten ihren Anteil steigern und erreichten eine knappe absolute Mehrheit der Parlamentssitze. Am 15. Februar erklärte das Verfassungsgericht die Wahl im europäischen Wahlkreis für ungültig und ordnete eine Wiederholung an.

## Ausgangslage
Seit 2015 ist António Costa, Vorsitzender der Sozialisten (PS), Ministerpräsident, dessen Minderheitsregierung neben Ministern seiner Partei auch mehrere Parteilose angehören.
Bei der Parlamentswahl 2019 gewannen die Sozialisten Mandate hinzu, blieben aber acht Sitze unter der absoluten Mehrheit.
Nachdem sich die Regierung mit keiner der beiden sie sonst meistens unterstützenden linken Fraktionen CDU und BE auf den Haushalt für 2022 einigen konnte, löste Präsident Marcelo Rebelo de Sousa das Parlament am 5. Dezember 2021 auf.
Die Neuwahl wurde für den 30. Januar 2022 angesetzt. Costas PS setzt sich für einen ausgeglichenen Haushalt und eine Fortführung des bisherigen sozialliberalen wirtschaftlichen Kurses ein, der u. a. eine Reduzierung der Staatsverschuldung umfasst. Demgegenüber wollten die kleineren linken Parteien für soziale Reformen eine Erhöhung der öffentlichen Ausgaben in Kauf nehmen. Die rechtspopulistische Partei Chega machte im Wahlkampf Stimmung gegen Zuwanderer und ethnische Minderheiten.

## Wahlsystem

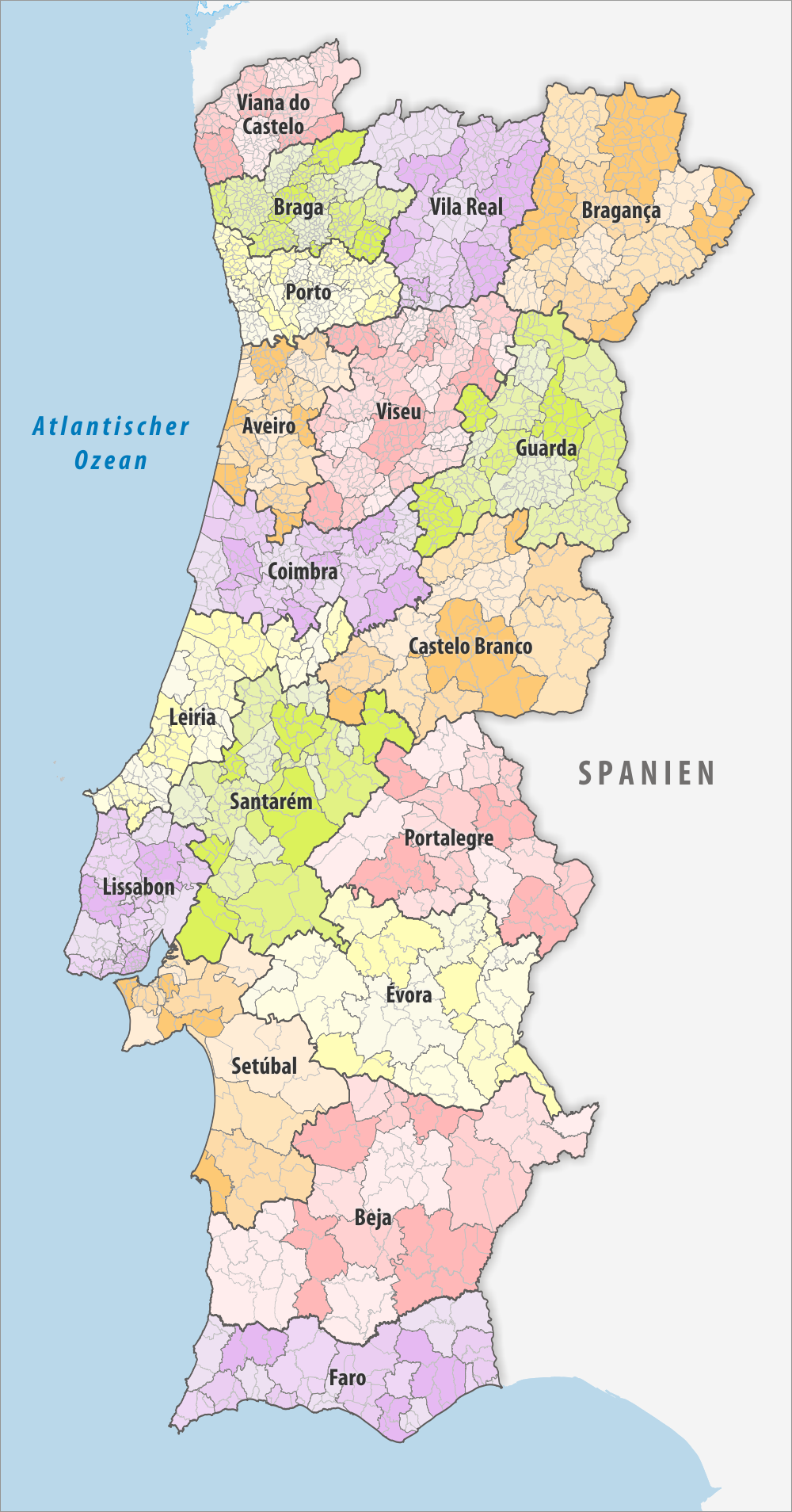
Die 18 Wahlkreise des portugiesischen Festlands

226 Abgeordnete werden in Portugal in 20 Wahlkreisen gewählt.
Wahlkreise bilden auf dem Festland die 18 Distrikte, die Azoren und Madeira bilden jeweils einen eigenen Wahlkreis. Die mit Abstand größten Wahlkreise sind Lissabon (48 Sitze) und Porto (40 Sitze), während es 13 Wahlkreise mit weniger als 10 Sitzen gibt. Die vier restlichen Sitze werden von den Auslandsportugiesen in zwei Wahlkreisen (einer umfasst das europäische Ausland, der andere das übrige Ausland) mit jeweils zwei Abgeordneten gewählt.
Jeder Wähler hat eine Stimme, mit der er eine Liste wählt. Die Sitze werden auf Wahlkreisebene unter den Listen nach dem D’Hondt-Verfahren verteilt. Die einer Liste zugefallenen Sitze werden in der auf der Liste festgelegten Reihenfolge ihrer Kandidaten besetzt.

## Teilnehmende Parteien
Folgende Parteien erhielten bei der Wahl 2019 Sitze:
| Partei                               | Vorsitzender                   | Ergebnis 2019               | Ergebnis 2019        | Ergebnis 2019 | Bemerkungen                                                                                                |
| Partei                               | Vorsitzender                   | Anteil gültige Stimmen in % | Anteil Wähler in % * | Sitze         | Bemerkungen                                                                                                |
| ------------------------------------ | ------------------------------ | --------------------------- | -------------------- | ------------- | --- |
| Partido Socialista (PS)              | António Costa                  | 38,2                        | 36,3                 | 108           | |
| Partido Social Democrata (PPD/PSD)   | Rui Rio                        | 29,2                        | 27,8                 | 79            | Gemeinsame Liste mit CDS-PP und PPM auf den Azoren, gemeinsame Liste mit CDS-PP auf Madeira                |
| Bloco de Esquerda (B.E.)             | Catarina Martins               | 10,0                        | 9,5                  | 19            | |
| Coligação Democrática Unitária (CDU) | Jerónimo de Sousa (PCP)        | 6,7                         | 6,3                  | 12            | seit 1987 bestehendes Bündnis aus Partido Comunista Português (PCP) und Partido Ecologista Os Verdes (PEV) |
| CDS – Partido Popular (CDS-PP)       | Francisco Rodrigues dos Santos | 4,4                         | 4,2                  | 5             | Gemeinsame Liste mit PPD/PSD und PPM auf den Azoren, gemeinsame Liste mit PPD/PSD auf Madeira              |
| Pessoas – Animais – Natureza (PAN)   | Inês Sousa Real                | 3,5                         | 3,3                  | 4             | |
| Chega (CH)                           | André Ventura                  | 1,4                         | 1,3                  | 1             | |
| Iniciativa Liberal (IL)              | João Cotrim de Figueiredo      | 1,4                         | 1,3                  | 1             | |
| LIVRE (L)                            | kollektive Führung             | 1,1                         | 1,1                  | 1             | einzige Abgeordnete wurde 2020 ausgeschlossen                                                              |

Außerdem kandidieren in allen Wahlkreisen:
- Movimento Alternativa Socialista (MAS)
- Partido da Terra (MPT)
- Ergue-te (E)
- Reagir Incluir Reciclar (R.I.R.)

Nicht in allen Wahlkreisen kandidieren:
- Volt Portugal (VP)
- Partido Trabalhista Português (PTP)
- Alternativa Democrática Nacional (ADN)
- Nós, Cidadãos! (NC)
- Partido Comunista dos Trabalhadores Portugueses – Movimento Reorganizativo do Partido do Proletariado (PCTP/MRPP)
- Aliança (A)
- Juntos pelo Povo (JPP)
- Partido Popular Monárquico (PPM): nur auf Madeira, auf Azoren Liste mit PSD und CDS-PP

### Verlauf

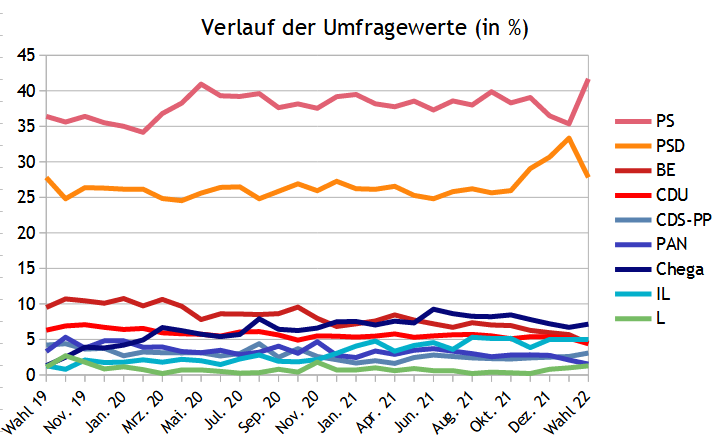
Verlauf der Umfragen, von der Wahl 2019 bis zur Wahl 2022

## Umfragen

### Auswahl
| Institut   | Befragungs- zeitraum | PS   | PSD  | B.E. | CDU | CDS | PAN | CH  | IL  | L   |
| ---------- | -------------------- | ---- | ---- | ---- | --- | --- | --- | --- | --- | --- |
| Aximage    | 06.-12.01.2022       | 38,1 | 28,5 | 7,4  | 4,8 | 1,8 | 2,1 | 9,0 | 3,7 |     |
| CESOP      | 12.-18.01.2022       | 37   | 33   | 5    | 5   | 2   | 2   | 6   | 5   | 2   |
| Aximage    | 16.-21.01.2022       | 33,8 | 34,4 | 6,6  | 4,5 | 1,6 | 3,3 | 8,0 | 2,8 | 1,4 |
| Pitagórica | 19.-22.01.2022       | 34,1 | 33,5 | 5,5  | 5,1 | 0,8 | 1,2 | 6,6 | 5,3 | 1,2 |
| GfK Metris | 18.-24.01.2022       | 35   | 33   | 5    | 6   | 1   | 2   | 6   | 6   | 1   |
| CESOP      | 19.-26.01.2022       | 36   | 33   | 6    | 5   | 2   | 2   | 6   | 6   | 2   |
| Pitagórica | 23.-26.01.2022       | 36,7 | 31,3 | 6,1  | 5,7 | 2,1 | 1,0 | 5,1 | 4,3 | 1,8 |
| Pitagórica | 24.-27.01.2022       | 36,6 | 32,9 | 5,1  | 5,2 | 1,4 | 1,2 | 5,4 | 5,2 | 1,7 |

## Ergebnisse

Sitzverteilung und stärkste Partei in den Wahlkreisen

### Landesweites Ergebnis
| Partei                                | Partei                                              | Stimmen    | Stimmen | Stimmen | Sitze  | Sitze    |
| Partei                                | Partei                                              | Anzahl     | %       | +/−     | Anzahl | +/−      |
| ------------------------------------- | --------------------------------------------------- | ---------- | ------- | ------- | ------ | -------- |
|                                       | Partido Socialista (PS)                             | 2.302.601  | 41,38   | ▲5,03   | 120    | ▲12      |
|                                       | Partido Social Democrata (PSD)                      | 1.539.415  | 27,66   | ▲1,30   | 72     | ▼2       |
|                                       | Chega (CH)                                          | 399.659    | 7,18    | ▲5,89   | 12     | ▲11      |
|                                       | Iniciativa Liberal (IL)                             | 273.687    | 4,92    | ▲3,63   | 8      | ▲7       |
|                                       | Bloco de Esquerda (BE)                              | 244.603    | 4,40    | ▼5,12   | 5      | ▼14      |
|                                       | Coligação Democrática Unitária (CDU) - PCP - PEV    | 238.920    | 4,29    | ▼2,05   | 6 0    | ▼6 ▼4 ▼2 |
|                                       | CDS – Partido Popular (CDS–PP)                      | 89.181     | 1,60    | ▼2,40   | 0      | ▼5       |
|                                       | Pessoas – Animais – Natureza (PAN)                  | 88.152     | 1,58    | ▼1,74   | 1      | ▼3       |
|                                       | LIVRE (L)                                           | 71.232     | 1,28    | ▲0,19   | 1      | ▬        |
|                                       | Madeira Primeiro 1 - PPD/PSD - CDS-PP               | 50.636     | 0,91    | ▼0,16   | 3 0    | ▬        |
|                                       | Aliança Democrática (AD) 2 - PPD/PSD - CDS-PP - PPM | 28.330     | 0,51    | ▼0,06   | 2 0    | ▬        |
|                                       | Reagir Incluir Reciclar (R.I.R)                     | 23.233     | 0,42    | ▼0,25   | 0      | ▬        |
|                                       | PCTP/MRPP                                           | 11.265     | 0,20    | ▼0,49   | 0      | ▬        |
|                                       | Alternativa Democrática Nacional (ADN)              | 10.874     | 0,20    | ▼0,02   | 0      | ▬        |
|                                       | Juntos pelo Povo (JPP)                              | 10.786     | 0,19    | ▼0,01   | 0      | ▬        |
|                                       | Partido da Terra (MPT)                              | 7.561      | 0,14    | ▼0,11   | 0      | ▬        |
|                                       | Volt Portugal (VP)                                  | 6.240      | 0,11    | neu     | 0      | neu      |
|                                       | Movimento Alternativa Socialista (MAS)              | 6.157      | 0,11    | ▲0,05   | 0      | ▬        |
|                                       | Ergue-te (E)                                        | 5.043      | 0,09    | ▼0,23   | 0      | ▬        |
|                                       | Nós, Cidadãos! (NC)                                 | 3.880      | 0,07    | ▼0,17   | 0      | ▬        |
|                                       | Partido Trabalhista Português (PTP)                 | 3.533      | 0,06    | ▼0,10   | 0      | ▬        |
|                                       | Aliança (A)                                         | 2.467      | 0,04    | ▼0,73   | 0      | ▬        |
|                                       | Partido Popular Monárquico (PPM)                    | 260        | 0,00    | ▼0,16   | 0      | ▬        |
| Gültige Stimmen                       | Gültige Stimmen                                     | 5.417.715  | 97,36   | ▲2,22   |        |          |
| Leere Stimmzettel                     | Leere Stimmzettel                                   | 63.103     | 1,13    | ▼1,38   |        |          |
| Ungültige Stimmzettel                 | Ungültige Stimmzettel                               | 83.721     | 1,50    | ▼0,86   |        |          |
| Abgegebene Stimmen                    | Abgegebene Stimmen                                  | 5.564.539  | 100,00  |         | 230    | ▬        |
| Wahlberechtigte und Wahlbeteiligung   | Wahlberechtigte und Wahlbeteiligung                 | 10.813.246 | 51,46   | ▲2,86   |        |          |
| Quelle: Comissão Nacional de Eleições |                                                     |            |         |         |        |          |

### Ergebnisse in den Wahlkreisen
| Nr.    | Wahlkreis (Distrikt)          | PS  | PSD a | CH | IL | CDU | BE | PAN | L | Abgeordnete gesamt |
| ------ | ----------------------------- | --- | ----- | -- | -- | --- | -- | --- | - | ------------------ |
| 1      | Aveiro                        | 8   | 7     | 1  | —  | —   | —  | —   | — | 160                |
| 2      | Beja                          | 2   | —     | —  | —  | 1   | —  | —   | — | 3                  |
| 3      | Braga                         | 9   | 8     | 1  | 1  | —   | —  | —   | — | 190                |
| 4      | Bragança                      | 2   | 1     | —  | —  | —   | —  | —   | — | 3                  |
| 5      | Castelo Branco                | 3   | 1     | —  | —  | —   | —  | —   | — | 4                  |
| 6      | Coimbra                       | 6   | 3     | —  | —  | —   | —  | —   | — | 9                  |
| 7      | Évora                         | 2   | 1     | —  | —  | —   | —  | —   | — | 3                  |
| 8      | Faro                          | 5   | 3     | 1  | —  | —   | —  | —   | — | 9                  |
| 9      | Guarda                        | 2   | 1     | —  | —  | —   | —  | —   | — | 3                  |
| 10     | Leiria                        | 5   | 4     | 1  | —  | —   | —  | —   | — | 100                |
| 11     | Lissabon                      | 21  | 13    | 4  | 4  | 2   | 2  | 1   | 1 | 480                |
| 12     | Portalegre                    | 2   | —     | —  | —  | —   | —  | —   | — | 2                  |
| 13     | Porto                         | 19  | 14    | 2  | 2  | 1   | 2  | —   | — | 400                |
| 14     | Santarém                      | 5   | 3     | 1  | —  | —   | —  | —   | — | 9                  |
| 15     | Setúbal                       | 10  | 3     | 1  | 1  | 2   | 1  | —   | — | 180                |
| 16     | Viana do Castelo              | 3   | 3     | —  | —  | —   | —  | —   | — | 6                  |
| 17     | Vila Real                     | 3   | 2     | —  | —  | —   | —  | —   | — | 5                  |
| 18     | Viseu                         | 4   | 4     | —  | —  | —   | —  | —   | — | 8                  |
| 19     | Azoren                        | 3   | 2 b   | —  | —  | —   | —  | —   | — | 5                  |
| 20     | Madeira                       | 3   | 3 c   | —  | —  | —   | —  | —   | — | 6                  |
| 21     | Portugiesen in Europa         | 2   | —     | —  | —  | —   | —  | —   | — | 2                  |
| 22     | Portugiesen außerhalb Europas | 1   | 1     | —  | —  | —   | —  | —   | — | 2                  |
| Gesamt | Gesamt                        | 120 | 77    | 12 | 8  | 6   | 5  | 1   | 1 | 2300               |

### Karten zu den Ergebnissen der Parteien

PS
PSD
Chega
IL
BE
CDU
CDS-PP
PAN
L

## Folgen und Reaktionen
Die Sozialistische Partei (PS) des amtierenden Ministerpräsidenten António Costa errang eine unerwartete absolute Mehrheit in der Versammlung der Republik, die zweite in der Geschichte der Partei. Die PS erhielt 41,5 % der Stimmen und 119 Sitze, drei mehr als das für eine Mehrheit erforderliche Minimum. Die PS erhielt in allen Bezirken des portugiesischen Festlands die meisten Stimmen und scheiterte nur auf Madeira. Kommentatoren waren der Ansicht, dass die PS von einer Übertragung der Wähler des Linksblock (BE) und der Demokratischen Einheitskoalition (CDU) auf sie profitiert habe. Costa sagte, dass seine „absolute Mehrheit nicht absolute Macht“ bedeute und dass er immer noch offen für die Bildung einer Koalition sei, auch wenn dies nicht mehr Voraussetzung für eine Regierung sei. Er versprach auch Reformen und sagte: „Die Voraussetzungen für Investitionen und Reformen sind geschaffen, damit Portugal wohlhabender, gerechter und innovativer wird.“
Die Sozialdemokratische Partei (PSD) blieb stabil und blieb hinter den Ergebnissen der Meinungsumfragen zurück, die ein enges Rennen mit der PS vorausgesagt hatten. Die PSD erhielt 29,2 % der Stimmen, ein etwas höherer Anteil als 2019, und erhielt 78 Sitze, einen Sitz weniger als bei der letzten Wahl. Die PSD wurde in Bezirken wie Leiria und Viseu von der PS überholt und verlor den Distrikt Bragança um nur 15 Stimmen an die PS. Nach der Wahl kündigte der Parteivorsitzende Rui Rio seinen Rücktritt von der Parteiführung an.
CHEGA belegte mit 12 Sitzen und 7,3 % der Stimmen den dritten Platz, die Liberale Initiative (IL) kam mit 8 Sitzen und 4,9 % der Stimmen auf den vierten Platz. Beide Parteien erlebten einen Wählerzuwachs und legten bei dieser Wahl deutlich zu. CHEGA-Chef André Ventura feierte eine „großartige Nacht“, obwohl die Partei mehr als 100.000 Stimmen weniger erhielt als Ventura bei der Präsidentschaftswahl im Vorjahr, bei der die Wahlbeteiligung niedriger war. Er gab dem PSD-Vorsitzenden Rio die Schuld an der PS-Mehrheit, weil er kein Bündnis zwischen den beiden rechten Parteien eingegangen war, und erklärte: „Von nun an wird es keine weiche Opposition mehr geben. Wir werden die Rolle der echten Opposition zu den Sozialisten übernehmen und die Würde dieses Landes wiederherstellen.“ Auch der IL-Vorsitzende João Cotrim de Figueiredo feierte ausreichende Zugewinne, um eine Parlamentsfraktion zu bilden, und erklärte, seine Partei werde eine „entschlossene Opposition zum Sozialismus“ sein.
Sowohl der BE als auch die CDU mussten Verluste hinnehmen und wurden von der CHEGA und der IL mit 5 Sitzen und 4,4 % der Stimmen übertroffen; ihre Ablehnung des Haushalts 2022 wurde als Faktor für den Verlust von Stimmen und Sitzen angesehen, ebenso wie taktisches Abstimmen, um eine PSD-Mehrheit zu vermeiden. Die CDU gewann 6 Sitze und 4,3 % der Stimmen, verlor aber Sitze in den Bezirken Évora und Santerém. Die Umweltpartei „Die Grünen“ (PEV) verlor erstmals alle ihre Sitze. Catarina Martins vom BE warf der PS vor, eine „falsche Krise“ heraufbeschworen zu haben, die ihrer Meinung nach zu einer polarisierten Wahl geführt habe, die die Parteien links von der PS benachteilige. Sie sprach sich auch gegen die Gewinne der CHEGA aus. Der Vorsitzende der Portugiesischen Kommunistischen Partei (PCP), Jerónimo de Sousa, äußerte sich ähnlich über die PS.
Die Demokratisches und Soziales Zentrum – Volkspartei (CDS-PP) verlor zum ersten Mal alle ihre Sitze und erhielt 1,6 % der Stimmen. Der Parteivorsitzende Francisco Rodrigues dos Santos kündigte seinen Rücktritt an. Auch die Partei Menschen – Tiere – Natur (PAN) musste aufgrund taktischer Abstimmungen Verluste hinnehmen und gewann einen Sitz und 1,6 % der Stimmen, drei Sitze weniger als bei der letzten Wahl. Die PAN-Vorsitzende Inês Sousa Real äußerte sich nach diesem Ergebnis traurig und sagte, dass eine absolute Mehrheit schlecht für die Demokratie sei. LIVRE gewann einen Sitz und erhielt 1,3 % der Stimmen, womit sie ihren einzigen Sitz aus der letzten Wahl beibehielt, wobei der Parteivorsitzende Rui Tavares in Lissabon gewählt wurde. Tavares versprach, Costa zur Zusammenarbeit mit anderen linken Parteien zu bewegen.
Die Wahlbeteiligung war die höchste seit den portugiesischen Parlamentswahlen 2011: 57,9 % der registrierten Wähler gaben ihre Stimme ab.

### Kontroverse über Auslandswahlen
Bei dieser Wahl gingen 257.791 Stimmzettel aus dem Ausland ein, aber während der Auszählung der Stimmzettel kam es zu einer Kontroverse. Die Sozialdemokratische Partei (PSD) reichte eine Beschwerde ein, damit die Stimmzettel ohne Ausweiskopie beiseite gelegt wurden. Das portugiesische Wahlgesetz schreibt vor, dass ein Stimmzettel nur dann gültig ist, wenn er von einer Ausweiskopie des Wählers begleitet wird. Die Sozialistische Partei (PS) protestierte gegen die Beschwerde der PSD und erinnerte die PSD daran, dass alle Parteien auf einer informellen Sitzung beschlossen hatten, dass alle Stimmzettel, ob mit oder ohne Ausweiskopie, gezählt und für gültig erklärt würden. Die PSD bestätigte ihren Standpunkt bei diesem Treffen, erklärte jedoch, dass sie ihre Meinung geändert habe, nachdem sie ein Dokument erhalten habe, in dem erklärt wurde, dass ein solches Vorgehen illegal sei. Nichtsdestotrotz warnten die PSD und die Wahlkommission (CNE) die Auszähler und rieten ihnen, die Stimmzettel zu trennen. Mehrere Auszähler hielten sich jedoch nicht an diese Anweisung, und am Ende der Auszählung der Stimmzettel wurden 80,32 % der Stimmzettel des Wahlkreises Europa, 157.205 der insgesamt 195.701 Stimmzettel, als ungültig eingestuft und für ungültig erklärt. Mehrere Parteien (Volt, LIVRE, PAN, CHEGA, MAS) riefen das Verfassungsgericht an, um die Auszählung der Stimmzettel zu erwirken. Von den 5 eingereichten Beschwerden akzeptierte das Gericht jedoch lediglich die Beschwerde von Volt Portugal. Am 15. Februar erklärte das Gericht die Wahl im Wahlkreis Europa für ungültig und ordnete eine Wiederholung der Abstimmung an. Der nationale Wahlausschuss legte fest, das für die Wiederholung der Parlamentswahlen im Wahlkreis Europa am 12. und 13. März persönlich abgestimmt, so wie bis zum 23. März per Briefwahl abgestimmt werden konnte.

### Internationale Reaktionen
Der spanische Ministerpräsident Pedro Sánchez, Vorsitzender der Spanischen Sozialistischen Arbeiterpartei, beglückwünschte Costa auf Twitter mit den Worten: „Portugal hat sich erneut für ein sozialdemokratisches Projekt entschieden, das Wachstum und soziale Gerechtigkeit verbindet. Gemeinsam werden wir in unseren Ländern und in Europa weiterhin eine sozialistische Antwort auf die gemeinsamen Herausforderungen fördern.“ Der Erste Vizepräsident der Europäischen Kommission, Frans Timmermans, gratulierte Costa auf Twitter zu seinem Sieg, der „ein wichtiger Sieg für Portugal und Europa“ sei. Der britische Oppositionsführer und Vorsitzende der Labour Party, Keir Starmer, gratulierte Costa auf Twitter zu „einem Sieg für die Ernsthaftigkeit in der Regierung, für gemeinsamen Wohlstand und soziale Gerechtigkeit“.